# Alo/Ve
Alo/Ve è l'EP di debutto del cantautore italiano Naska, pubblicato da Epic/Sony Music il 6 marzo 2020.

## Tracce
1. Dormi – 2:51 (Diego Caterbetti, Domenico Pipolo, Mario Marco Gianclaudio Fracchiolla, Massimiliano Dagani)
2. California – 3:07 (Diego Caterbetti, Mario Marco Gianclaudio Fracchiolla, Massimiliano Dagani)
3. Tu che ne sai (feat. Zoda) – 3:36 (Daniele Sodano, Diego Caterbetti, Jacopo Angelo Ettorre, Mario Marco Gianclaudio Fracchiolla, Massimiliano Dagani)
4. 2024 (feat. Knowpmw) – 2:56 (Diego Caterbetti, Mario Marco Gianclaudio Fracchiolla, Markus Bassande, Massimiliano Dagani)
5. Non fidarti – 3:00 (Diego Caterbetti, Mario Marco Gianclaudio Fracchiolla, Massimiliano Dagani)
6. A letto sveglio – 3:10 (Diego Caterbetti, Mario Marco Gianclaudio Fracchiolla, Massimiliano Dagani)

Durata totale: 18:40